# Delias georgina
Delias georgina är en fjärilsart som beskrevs av Felder 1861. Delias georgina ingår i släktet Delias och familjen vitfjärilar. Inga underarter finns listade i Catalogue of Life.